# Common Crawl
Common Crawl — некоммерческая организация, которая сканирует Интернет и бесплатно предоставляет публике свои архивы и наборы данных. Веб-архив Common Crawl на ноябрь 2024 года имеет более 250 миллиардов страниц, собранных с 2008 года.
Common Crawl был основан Гилом Эльбазом. Консультантами некоммерческой организации являются Питер Норвиг и Джой Ито. Поисковики организации придерживаются политики nofollow и robots.txt. Открытый исходный код для обработки набора данных Common Crawl находится в открытом доступе.
Набор данных Common Crawl включает работы, защищенные авторским правом, и распространяется из США на условиях добросовестного использования. Исследователи в других странах использовали такие методы, как перетасовка предложений или обращение к набору данных общего сканирования, чтобы обойти закон об авторском праве в других правовых юрисдикциях.
По состоянию на июнь 2022 года в наборах данных Common Crawl 46-47 % документов английский был основным языком (за ним следовали русский, немецкий, китайский,  французский, японский, испанский, причём только русский достигал доли в 6 %, остальные не более 4% каждый). Но со временем доля английского постепенно падает и на ноябрь 2024 года составляет уже 43-44 %.

## История
Amazon Web Services начала размещать архив Common Crawl в рамках своей программы общедоступных наборов данных в 2012 году.
Организация начала выпускать файлы метаданных и текстовые выходные данные сканеров вместе с файлами .arc в июле 2012 года. Ранее архивы Common Crawl включали только файлы .arc.
В декабре 2012 года blekko пожертвовала поисковой системе Common Crawl метаданные, которые blekko собрала с февраля по октябрь 2012 года. Пожертвованные данные помогли Common Crawl "улучшить свой обход, избегая при этом спама, порнографии и влияния чрезмерного SEO".
В 2013 году Common Crawl начал использовать веб-сканер Nutch от Apache Software Foundation вместо пользовательского сканера. Common Crawl переключился с использования файлов .arc на .файлы warc с проверкой в ноябре 2013 года.
Отфильтрованная версия Common Crawl использовалась для обучения языковой модели OpenAI GPT-3, анонсированной в 2020 году.